# Prüfungswiederholung
Die Wiederholung einer Prüfung (im Sinne einer Feststellung von Leistungen und Kenntnissen bei Personen) soll dem Prüfling einerseits die Möglichkeit geben, ein bisher verfehltes Ausbildungsziel zu erreichen, andererseits dient sie der Objektivität und Zuverlässigkeit der Leistungsfeststellung, da Prüfungen niemals unter (für alle Prüflinge zugleich) optimalen Bedingungen stattfinden können.

## Allgemeine prüfungsrechtliche Grundsätze

### Deutschland

#### Nicht bestandene Prüfung
Es ist laut Prüfungsrecht grundsätzlich davon auszugehen, dass sich bei einer Prüfung Störfaktoren und Unsicherheiten niemals vollständig vermeiden lassen. Der Prüfling weist Formschwankungen auf, oder ist durch Zufall auf eine ganz bestimmte Thematik besonders gut/schlecht vorbereitet, Prüfungsaufgaben haben unterschiedliche Schwierigkeiten, der Bewertungsmaßstab des Prüfers variiert. Die Möglichkeit der Prüfungswiederholung soll diese Störfaktoren weitgehend eliminieren und den Prüflingen homogene Bedingungen bieten.
Verfassungsrechtlich ergibt sich aus der Berufsfreiheit bei allen berufrelevanten Prüfungen das Recht auf eine zumindest einmalige, reguläre Wiederholung einer nicht bestandenen Prüfung. Wegen Formschwankungen des Prüflings und sonstigen Unsicherheiten im Prüfungsverfahren ist aufgrund des einmaligen Nichtbestehens kein hinreichender Nachweis erbracht, dass der Prüfling für den angestrebten Beruf ungeeignet ist.
Ob dem Prüfling eine zweite und weitere Wiederholungen einer nicht bestandenen Prüfung gestattet werden, liegt im Ermessen der jeweiligen Prüfungsrechtsetzer (Landesgesetz, Prüfungsordnung, Schulordnung etc.). (Siehe auch Freiversuch). Außerdem muss die Wiederholung einer nicht bestandenen Prüfung u. U. innerhalb einer bestimmten Frist erfolgen.

#### Bestandene Prüfung
Im Gegensatz zu einer nicht bestandenen Prüfung, ist es bei einer bestandenen Prüfung verfassungsrechtlich nicht zu beanstanden, wenn eine einmalige Wiederholungsmöglichkeit zur Verbesserung der Note ausgeschlossen wird, so die herrschende Meinung. So sieht das OVG Lüneburg im Gegensatz zur nicht bestandenen Prüfung die Berufsfreiheit nicht berührt, da der Prüfling, zumindest formell, durch das Bestehen die Zulassung zu einem bestimmten Beruf erhalte. Eine gute Benotung erhöhe lediglich die Berufschancen, sei jedoch für die Berufszulassung ohne Belang. Zwar sei der Berufszugang verfassungsrechtlich sowohl in rechtlicher als auch in tatsächlicher Hinsicht möglichst offen zu halten, eine Erhöhung der Berufschancen sei jedoch nicht aus der Berufsfreiheit herzuleiten.
Dagegen sieht Lindner in der Begründung des OVG Lüneburg und der herrschenden Meinung insbesondere durch die Fixierung auf eine angebliche rechtliche Gleichwertigkeit aller bestandenen Prüfungen (unabhängig von der Note) den das Prüfungsrecht „beherrschenden Grundsatz“ der Chancengleichheit außer Betracht gelassen. Das knappe Bestehen mit einer schlechten Note, das die Berufsmöglichkeiten stark einschränke, und das Nichtbestehen, das jedoch eine „zweite Chance“ eröffne, könnten nach Lindner in der Sache durchaus gleichstehen. Für vergleichbare Prüflinge müssten Lindner zufolge vergleichbare Prüfungsbedingungen und Bewertungskriterien gelten. Absolute Prüfungsgerechtigkeit sei ohnehin niemals herstellbar, der Prüfungsgerechtigkeit sei jedoch in möglichst hohem Maße zur Wirksamkeit zu verhelfen. Der Ausschluss einer Wiederholung zur Notenverbesserung sei eine unnötige und damit vermeidbare Härte. Bei berufsrelevanten mündlichen und schriftlichen Prüfungen (z. B. Abiturprüfung, Hochschulabschlussprüfung, Staatsexamen) sei verfassungsrechtlich auch für diejenigen, die bestehen, eine einmalige Wiederholungsmöglichkeit geboten, nicht jedoch bei Zwischenprüfungen ohne Einfluss auf die Abschlussnote und bei kontinuierlichen Leistungskontrollen, wie benoteten Hausarbeiten oder Schulklausuren, die in die Abiturnote einfließen.
Ansonsten ist lediglich die Wiederholung einer bestandenen Prüfung im Rahmen eines Freiversuchs bei Hochschulprüfungen gesetzlich geregelt (§ 15 Abs. 2 HRG und vergleichbare Normen der Landeshochschulgesetze). Davon abgesehen liegen die Wiederholungsmöglichkeiten bestandener Prüfungen meist im freien Ermessen des jeweiligen Prüfungsrechtsetzers (bei Hochschulen geregelt durch Prüfungsordnung, bei Schulen durch Schulordnung).
Wird eine Prüfung zur Notenverbesserung wiederholt, so gilt in Deutschland zumeist das bessere Ergebnis, nicht etwa das letzte. Das erste Prüfungsergebnis wird nämlich nicht nichtig, sondern bleibt bestehen, sofern keine Verbesserung erreicht wurde. Ein nachträgliches Nichtbestehen ist somit nicht möglich.

#### Abmeldung / Rücktritt
Die Zulässigkeit des Rücktritts nach einem bestimmten Zeitpunkt (z. B. eine Woche vor der Prüfung oder nach offizieller Zulassung zum Staatsexamen) kann vom Nachweis eines „wichtigen Grundes“ abhängig gemacht werden. Bei einem wirksamen Rücktritt/Abmeldung gilt die Prüfung als nicht unternommen. Die notwendige Wiederholung ist somit als erster Versuch zu behandeln. Trotzdem kann es eine Wiederholungspflicht innerhalb einer gewissen Frist geben.

#### Mängel im Prüfungsverfahren / Rechtsschutz
Treten im Prüfungsverfahren Mängel auf, so ist zunächst zu bestimmen, ob diese für das Prüfergebnis erheblich sind (erheblich sind z. B. ungeeignete Prüfungsaufgaben oder das Fehlen einer Zweitkorrektur). Beruht das Ergebnis gar nicht auf dem Mangel, oder kann ausgeschlossen werden, dass das Prüfungsergebnis ohne die Mängel anders ausgefallen wäre, so sind die Mängel unerheblich (z. B. Multiple-Choice-Aufgabe, bei der fälschlicherweise zwei Antworten B und C richtig sind, bei der der Prüfling jedoch die in jedem Fall unrichtige Antwort A gewählt hat).
Liegen die für das Ergebnis erheblichen Mängel in der Bewertung, so ist eine Neubewertung durchzuführen. Ist eine Neubewertung jedoch nicht möglich (mündliche Prüfung, Abhandenkommen der Prüfungsarbeit) oder beeinflussen die Mängel bereits die Leistungserbringung (ungeeignete Prüfungsaufgaben, keine Chancengleichheit), so ist eine Wiederholung der Prüfung erforderlich.
Verwaltungsintern kann der Prüfling das Überdenken der Prüfungsbewertung oder die Wiederholung der Prüfung durch das Vorbringen konkreter Einwände erreichen und hierzu auch formellen Widerspruch einlegen. In einer Klage vor dem Verwaltungsgericht kann der betroffene Prüfling sowohl inhaltliche Mängel (durch Gerichte jedoch nur beschränkt überprüfbar) in der Bewertung als auch Verfahrensfehler rügen (siehe auch Prüfungsrecht).

### Österreich

#### Nicht bestandene Prüfung
Bei negativ beurteilten Universitätsprüfungen sieht das österreichische Universitätsgesetz (UG) vor, dass die Studierenden zumindest zu drei Wiederholungsversuchen berechtigt sind (insgesamt also vier Versuche). Ob weitere Wiederholungsmöglichkeiten eingeräumt werden, bestimmt die Satzung der Universität.

#### Bestandene Prüfung
Bei positiv beurteilten Universitätsprüfungen sieht das Universitätsgesetz vor, dass die Studierenden generell zur einmaligen Wiederholung berechtigt sind. Eingeschränkt wird dies lediglich bei einigen Kunsthochschulen, bei denen im Studium nur zwei Lehrveranstaltungen aus dem zentralen künstlerischen Fach wiederholbar sind.
In jedem Fall wird das Ergebnis der bestandenen Erstprüfung nichtig und es gilt, das letzte Ergebnis (nicht etwa das beste), sogar dann, wenn dieses negativ ausfällt. In diesem Fall stehen dem Prüfling die vollen drei Wiederholungsversuche für negativ beurteilte Prüfungen zu.

#### Abmeldung / Rücktritt
(im Wesentlichen wie in Deutschland) Bei manchen Prüfungen führt jedoch unentschuldigtes Fernbleiben von der Prüfung nicht zu einer negativen Beurteilung, sondern lediglich zu einer, z. B. achtwöchigen, Prüfungssperre in diesem Fach.

#### Mängel im Prüfungsverfahren / Rechtsschutz
In Österreich existiert (im Gegensatz zu Deutschland oder der Schweiz) keine allgemeine verfassungsrechtliche Rechtsweggarantie. Die gerichtliche Überprüfung einer Prüfungsbeurteilung wird im Universitätsgesetz (§79 Abs. 1) grundsätzlich ausgeschlossenen. Lediglich bei schweren Mängeln in der Durchführung einer Prüfung, die anschließend negativ beurteilt wurde, kann die Prüfung verwaltungsintern aufgehoben und wiederholt werden.

### Schweiz

#### Reguläre Wiederholung
Das schweizerische Hochschulrecht macht den Hochschulen keine konkreten Vorgaben bezüglich der regulären Wiederholungsversuche, wobei jedoch an allen Hochschulen stets eine zumindest einmalige Wiederholbarkeit gegeben ist.

#### Mängel im Prüfungsverfahren / Rechtsschutz
Bei Mängeln im Prüfungsverfahren ist es auch hier entscheidend, inwiefern sie für das Ergebnis kausal waren. Besteht eine solche Kausalität, kann an Universitäten eine Neubewertung oder die Annullierung und Wiederholung der Prüfung durch die, von der Verwaltung unabhängige, Rekurskommission (an manchen Universitäten in zweiter Instanz durch den Universitätsrat) erfolgen.
Prüfungsentscheide unterliegen auf kantonaler Ebene der inhaltlichen (konkrete Prüfungsbeurteilung, Benotung) und formellen Überprüfung der Verwaltungsgerichte der Kantone. In nächster Instanz kann Beschwerde in öffentlichen Angelegenheiten beim Bundesverwaltungsgericht (keine gerichtliche Überprüfung von Entscheiden zur Prüfungsbeurteilung, sondern nur von Entscheiden organisatorischer Natur etwa der Prüfungszulassung) oder subsidiäre Verfassungsbeschwerde (hier unterliegt grundsätzlich auch die inhaltliche Prüfungsbeurteilung der beschränkten gerichtlichen Überprüfung) gegen Kantonalentscheide beim Bundesgericht erhoben werden.

## Regelungen im Schul- und Hochschulbereich

### Deutschland

#### Schulunterricht/Versetzung
(siehe Artikel Versetzung). Außer der Wiederholung einer Klassenstufe wegen nicht ausreichender Leistungen, kommt in vielen Bundesländern auch eine freiwillige Wiederholung (bei eigentlich ausreichenden Leistungen) in Betracht. Dadurch sollen noch vorhandene Wissenslücken des Schülers geschlossen werden, um eine bessere Basis für die nächsthöhere Klassenstufe zu schaffen. In Bayern wird beispielsweise eine freiwillige Wiederholung am häufigsten (4,1 % der Schüler) in der 12. Klasse im Hinblick auf die Abiturzulassung/-vorbereitung genutzt.
Fällt eine Klassenarbeit sehr schlecht aus, wird sie wiederholt. In Hessen ist beispielsweise eine Wiederholung vorgeschrieben, wenn über die Hälfte der Schüler mit mangelhaft oder ungenügend bewertet wurde. Nur die jeweils bessere Note eines Schülers wird berücksichtigt.

#### Sekundarschul-Abschlussprüfungen
Nicht bestandene Abschlussprüfungen können in allen Bundesländern einmal wiederholt werden. Hierzu kann mit Genehmigung der Schulleitung auch die letzte Klasse wiederholt werden. In Bayern können seit einigen Jahren auch bestandene Abschlussprüfungen zur Notenverbesserung einmal wiederholt werden. Eine zusätzliche Wiederholung der Abschlussklasse zum Zweck der Notenverbesserung bedarf wiederum der Genehmigung des Schulleiters. Die bayerische Regelung gilt für die Abschlussprüfungen zum Qualifizierenden Hauptschulabschluss, der Mittleren Reife und des Fachabiturs und Abiturs an Fachoberschulen und Berufsoberschulen (bisher jedoch nicht für das Abitur an Gymnasien).

#### Diplom-, Bachelor- und Masterstudiengänge
Die regulären Wiederholungsmöglichkeiten von Diplom-, Bachelor- und Masterstudiengängen regeln die Universitäten weitgehend selbstständig.
Nicht bestandene Prüfungen können regelmäßig einmal wiederholt werden. Eine zweite Wiederholung ist jedoch häufig nur bei einer begrenzten Anzahl von Prüfungen im Studium möglich. Ist auch die zweite Wiederholungsprüfung nicht bestanden, gilt die Prüfung häufig als endgültig nicht bestanden und kann nicht mehr wiederholt werden.
In manchen Studiengängen wurde alternativ zur Begrenzung der Prüfungsversuche auch ein sogenanntes Maluspunktesystem eingerichtet, bei dem der Student für jede nicht bestandene Prüfung eine gewisse Anzahl an Maluspunkten erhält (z. B. die Anzahl der Credits, mit der die Prüfung gewichtet ist). Überschreitet der Student eine gewisse Anzahl von Maluspunkten, verliert er den Anspruch auf Wiederholung der Prüfung und muss das Studium beenden. Auch ein Bonuspunktesystem, bei dem der Student eine gewisse Anzahl an Bonuspunkten, die er für jede bestandene Prüfung erhält, nicht unterschreiten darf, ist mancherorts alternativ zur Begrenzung der Prüfungsversuche eingeführt worden.
Bestandene Prüfungen können an manchen Universitäten entweder auf Grundlage einer Freiversuchsregelung, oder einer anderen Regelungen wiederholt werden.

#### Staatsexamen
Wird das 1. juristische Staatsexamen im Anschluss an die Regelstudienzeit abgelegt, jedoch nicht bestanden, so gilt die Prüfung in Baden-Württemberg, Bayern, Berlin, Hessen, Mecklenburg-Vorpommern, Niedersachsen, Nordrhein-Westfalen, Sachsen und Sachsen-Anhalt als nicht unternommen (Freiversuch). Ein nicht bestandenes 1. juristischen Staatsexamen kann in allen Bundesländern einmal vollständig wiederholt werden; der Freiversuch zählt hierbei nicht als Versuch. In Baden-Württemberg, Bayern, Berlin und Brandenburg ist die Zulassung zu einer zweiten Wiederholung eines nicht bestandenen 2. Staatsexamens vom Erreichen einer Mindestpunktezahl abhängig (meist 3 Punkte), in den übrigen Ländern von der Genehmigung eines Härtefalls.
Beim Bestehen des juristischen Staatsexamens ist in allen Bundesländern eine Wiederholung zur Notenverbesserung zulässig. In Bremen und Sachsen beschränkt sich die Wiederholbarkeit zur Notenverbesserung nur aufs erste Staatsexamen. In Berlin, Hamburg, Hessen, Mecklenburg-Vorpommern, Nordrhein-Westfalen, Sachsen, Schleswig-Holstein und Thüringen kann eine Notenverbesserung des bestandenen 1. Staatsexamens nur im Rahmen eines Freiversuchs beantragt werden, in den anderen Ländern ist eine Verbesserung unabhängig vom Freiversuch möglich. Nur in Bayern ist eine Wiederholung zur Notenverbesserung in jedem Fall kostenlos, in den anderen Bundesländern werden, insbesondere beim 2. Staatsexamen, regelmäßig zwischen 255 und 600 Euro an Gebühren erhoben.
Ein nicht bestandenes erstes Staatsexamen für das Lehramt an öffentlichen Schulen kann meist einmal wiederholt werden. Eine zusätzliche Wiederholungsmöglichkeit beim Nichtbestehen bietet der Freiversuch, der in Baden-Württemberg, Bayern, Berlin, Bremen, Niedersachsen, Nordrhein-Westfalen, Saarland und Schleswig-Holstein eingeführt wurde. Auch eine Notenverbesserung ist im Rahmen des Freiversuchs möglich. In Bayern ist bei der 1. Prüfung außerdem eine weitere, vom Freiversuch unabhängige, Wiederholungsmöglichkeit zur Notenverbessung vorgesehen. Die zweite Staatsprüfung für das Lehramt kann lediglich in Bayern einmal zur Notenverbesserung wiederholt werden.
Bei anderen Staatsprüfungen (Medizin, Pharmazie, Lebensmittelchemie, Höherer Forstdienst) existieren unterschiedliche Regelungen, wobei eine zumindest einmalige Wiederholbarkeit bei Nichtbestehen gegeben ist. Lediglich in Bayern existiert eine grundsätzliche Wiederholbarkeit auch in allen bestandenen ersten und zweiten Staatsexamen (ausgenommen Medizin).

### Österreich

#### Schulunterricht/Aufsteigen
Wurden maximal zwei Pflichtgegenstände im Jahreszeugnis eines Schülers mit „nicht genügend“ bewertet, so findet in den betreffenden Unterrichtsgegenständen eine Wiederholungsprüfung zu Beginn des nächsten Schuljahres statt. Im Erfolgsfall wird dadurch die Wiederholung der Schulstufe vermieden. Auch eine freiwillige Wiederholung der Schulstufe bei ausreichenden Leistungen ist jedoch möglich.
Schriftliche Leistungsfeststellungen, bei denen mehr als die Hälfte der Schüler mit „nicht genügend“ bewertet wurden, müssen wiederholt werden. Es gilt das bessere Ergebnis eines Schülers.

#### Sekundarschul-Abschlussprüfungen
Alle Teilprüfungen der Reifeprüfung müssen für die Matura bestanden sein und können jeweils dreimal wiederholt werden. Hierzu stehen neben den Hauptprüfungstermin im Sommer, jährlich auch zwei Nebentermine (Herbst/Frühjahr) zur Verfügung.

#### Diplom-, Bachelor- und Masterstudiengänge
Die Wiederholungsmöglichkeiten ergeben sich aus dem Universitätsgesetz und sind einheitlich geregelt (s. oben). Bei negativ beurteilten Prüfungen besteht eine mindestens dreimalige Wiederholbarkeit. Die letzte, auf Antrag des Studierenden auch die vorletzte Prüfung, sind dabei kommissionell abzuhalten.
Für positiv beurteilte Prüfungen gilt grundsätzlich eine einmalige Wiederholbarkeit zur Notenverbesserung.

### Vereinigte Staaten

#### Hochschulzugangsprüfungen
Im amerikanischen Hochschulbereich ist zum Hochschulzugang, neben dem High School Diploma, die Teilnahme am landesweiten ACT oder SAT erforderlich. An manchen Universitäten werden oft sehr hohe Punktzahlen von den Bewerbern erwartet, die dem 1–3 % Quantil der besten Teilnehmer entsprechen. Aus diesem Grund werden die Tests von den Bewerbern regelmäßig zumindest einmal wiederholt.
Der ACT kann bis zu zwölfmal wiederholt werden, der SAT beliebig oft. Die Studienbewerber können selbständig wählen, welche Ergebnisse sie an die Zieluniversitäten übermitteln wollen. Üblicherweise werden die Tests gegen Mitte des 11. Schuljahres (junior year) und ein zweites Mal zu Beginn des 12. Schuljahres (senior year) der High School geschrieben.

#### Bachelor- und Masterstudiengänge
An fast allen Colleges und Universitäten können nicht bestandene Kurse beliebig oft wiederholt werden. An den meisten Universitäten (z. B. Harvard, Minnesota, Washington) können auch bestandene Kurse einmal oder mehrmals zur Notenverbesserung oder zur Übung wiederholt werden, wobei die entsprechenden Credits nur einmal angerechnet werden.